# Полярний рейс
«Полярний рейс» — повнометражний художній фільм виробництва кінокомпанії Wise Vision знятий російським режисером Сергієм Чекаловим.
В український прокат фільм вийшов 12 грудня 2013 року.

## Інформація

### Сюжет
Іноді відстань, кар'єра і робота розлучають людей назавжди. А по-справжньому рідних — тільки на мить, скільки б він не тривав. Може статися, що симпатичний пухнастий амулет зведе разом героїв та змусить одних проявити гумор, благородство, відданість і взаємодопомогу, інших — бути просто смішними, дурними й небезпечними… Пройшовши через розлуку, череду перепон, випробувань і спокус, чари любові повинно перемогти!
В основі сюжету фільму — історія кохання двох людей, яка знаходиться в «зоні турбулентності». Чи вдасться головним героям успішно приземлитися в новому році — покаже час.

### Синопсис
Ігор, який працює на Півночі за контрактом, знаходиться далеко від дому довгих три роки. Він сумує за коханою дружиною Людою і дітьми, але крайня потреба заробити гроші не дає можливості повернутися в сім'ю.
Його транспортний літак здійснює рейс в район невеликого північного селища і втрачає управління в небі. Як командир екіпажу, Ігор бере екстрену ситуацію у свої руки й успішно виконує аварійну посадку. Льотчики привозять місцевим жителям новорічні подарунки, продовольство і медикаменти. На знак подяки місцевий шаман Танкул дарує Ігорю чарівний талісман — білого пса, який стає незмінним супутником у всіх пригодах льотчика по дорозі додому.
Тим часом дружина Ігоря, стомлена довгою розлукою, отримує пропозицію зустріти Новий рік з іншим чоловіком. У Ігоря є всього 3 дні, щоб подолати відстань, обставини, повернути прихильність коханої Люди й знову знайти сімейне щастя.

### У ролях
| Актор              | Роль                                |
| ------------------ | ----------------------------------- |
| Єгор Бероєв        | Ігор Поляков, полярний льотчик      |
| Юлія Снігир        | Люда Полякова, дружина Ігоря, лікар |
| Тетяна Орлова      | Лідія Петрівна, мати Люди           |
| Дмитро Нагієв      | Юрій Миколайович, головлікар        |
| Семен Фурман       | тато Едіка                          |
| Анна Семенович     | ведуча ток-шоу                      |
| Михайло Тарабукін  | кишеньковий злодій                  |
| Михайло Богдасаров | Спартак Васильович Комно, провідник |
| Євген Сморигін     | очкарик-скрипаль                    |
| Кирило Жандаров    | Олег, чоловік Каті                  |
| Поля Полякова      | Катя, сестра Ігоря                  |
| Юлія Галкіна       | Ліза                                |
| Ліна Будник        | пацієнтка                           |
| Олеся Жураківська  | Ірина Михайлівна                    |

### Зйомки
Зйомки проходили в трьох містах України: в Ніжині, Чернігові та Києві.

### Цікаві факти
- Одного з головних героїв картини, пса, на ім'я Умка, подарованого полярниками як щасливий талісман, виконували відразу кілька чотириногих акторів породи самоїдської лайки, оскільки цуценята дуже швидко росли.
- Самоїдська лайка вперше зіграла одну з головних ролей в художньому фільмі. За останній час собаки цієї породи завдяки своєму неймовірно красивому вигляду стали учасниками промо-роликів нової колекції 2012/2013 дизайнера Кіри Пластініної. Знаменита «самоїдська» посмішка з піднятими куточками рота, обумовлена специфічним розташуванням очей у цієї породи, що втілює ефект 3D.
- Виконавицю головної ролі Юлію Снігир після зйомок у «Полярному рейсі» запросили брати участь в американському бойовику «Міцний горішок: Хороший день, щоб померти», де актриса зіграла в тандемі з Брюсом Віллісом. Однак глядачі побачать ці роботи актриси на великих екранах у зворотній послідовності.
- Головний герой фільму під час зйомок керував військово-транспортним літаком Ан-32. Дана модифікація використовується військовими для аерофотозйомки.
- Для зйомок інтер'єру чукотського чума була побудована його модель, яка в 10 разів перевищувала розміри звичайного житла жителів Півночі, адже це було необхідно, щоб розмістити освітлювальні прилади й операторський кран.
- В епізоді телепередачі Анни Семенович автомобіль довелося по-справжньому спалити, оскільки реквізитори не встигли вчасно доставити на майданчик його бутафорську модель.
- В один із днів під час нічних зйомок від пориву вітру перекинулася автовишка, на кінці стріли якій знаходився величезний прожектор, що імітує місяць. Попри те, що на майданчику в цей момент знаходилися понад 60 осіб, ніхто не постраждав.
- Кілька представників знімальної групи взяли участь у проєкті як актори: локейшн-директор Сергій Бондарчук зіграв злодюжку Інокентія по кличці Перевірений. Робочий майданчика Єгор Чекалов виконав епізодичну роль хлопця з гітарою на Чернігівському вокзалі.
- Повертаючись до Москви літаком, Єгор Бероєв був змушений затриматися. Вже на борту літака пасажирам оголосили, що рейс скасовується з технічних причин. Серед решти пасажирів також перебував головний санітарний лікар Росії Геннадій Онищенко, що став напередодні ініціатором заборони на ввезення в Російську Федерацію сирів українського виробництва.
- У сцені погоні-розіграшу в ролі лиходія-мотоцикліста знявся священик Віктор Парандюк. Його прихід знаходиться у Вінницькій області (Україна), і на службу він добирається виключно на улюбленому мотоциклі.
- В епізоді на вокзалі на плакаті «Їх розшукує поліція» були розміщені реальні фотографії членів знімальної групи: режисера-постановника, оператора-постановника, художника-постановника та директора картини.
- З виконавцями ролі Умки творці фільму не змогли розлучитися навіть після зйомок, тому один щеня переїхав в будинок генерального продюсера, а другий оселився у художника-постановника фільму.
- Герой Єгора Бероєва льотчик Ігор насправді не міг би працювати льотчиком — в актора є яскраво виражене косоокість і за статтею 51.1. ФАП МО ГА-2002 (Наказ Мінтрансу РФ від 22.04.2002 № 50) він не придатний навіть в бортпровідники.

### Саундтрек
У перший день зими Валерія прилетіла до Києва для зйомок кліпу на нову композицію «Я буду чекати тебе», яка стала саундтреком комедії «Полярний рейс». Автор композиції — автор і виконавець Олена Корнєєва (учасниця російського телепроєкту «Шоу№ 1» Філіпа Кіркорова та українських телешоу «Шанс» та «Народна зірка-2».
Зйомки проходили у величезному кінопавільйоні в центрі Києва і, крім головної героїні кліпу — Валерія, яка перевтілилася в образ феї, в них взяли участь сова і щеня самоїдської лайки.
Костюм для Валерії створювала одна з найкращих дизайнерів СНД Анжела Лисиця («Вечори на хуторі біля Диканьки», «Фігаро», «Попелюшка», «Сорочинський ярмарок», музичної комедії «Пригоди Вєрки Сердючки», Ані Лорак, Валерій Леонтьєв і Валерій Меладзе).